# Егошина, Наталья Ивановна
Наталья Ивановна Егошина (род. 13 февраля 1984, Свердловск-44, РСФСР, СССР) — российская биатлонистка, чемпионка и призёр чемпионата России, серебряный призёр чемпионата мира среди юниоров. Мастер спорта России (2003).

## Биография
Наталья Егошина родилась 13 февраля 1984 года в закрытом городе Свердловске-44 (ныне — город Новоуральск Свердловской области). Занималась лыжным спортом и биатлоном с 1996 года в спортивном клубе «Кедр» (Новоуральск), тренеры — Сергей и Галина Сотниковы. Также выступала за спортивное общество «Динамо». С 2007 года выступала за Ханты-Мансийск, в этот период тренировалась у Михаила Семёновича Новикова.

### Юниорская карьера
В 2002 году принимала участие в юниорском чемпионате мира в Валь-Риданна, заняла 18-е место в индивидуальной гонке, а в эстафете выиграла серебряные медали в составе сборной России вместе с Анастасией Кузьминой и Марией Косиновой.
В сезонах 2003/04 и 2004/05 участвовала в гонках юниорского Кубка IBU, но высоких мест не занимала.

### Взрослая карьера
Участница Кубка IBU сезонов 2005/06 и 2006/07. В своей первой гонке, спринте на этапе в Обертиллиахе, показала лучший результат в карьере, заняв 13-е место.
В 2007 году участвовала в зимней Универсиаде в Турине, заняла 14-е место в индивидуальной гонке и 21-е — в масс-старте. Также принимала участие в Универсиаде 2009 года в Харбине, была шестой в индивидуальной гонке.
В 2010 году занимала призовые места на всероссийских отборочных соревнованиях перед чемпионатом Европы (до 26 лет) и всероссийской Универсиаде.
На уровне чемпионатов России становилась чемпионкой в эстафете (2008) и командной гонке (2010), также выигрывала бронзовые медали. В летнем биатлоне была чемпионкой (2002) и серебряным призёром (2009) в эстафете.
Завершила спортивную карьеру в 2012 году.
Окончила Уральский государственный горный университет (Екатеринбург, 2009).